# Великият Гетсби (филм, 1974)
Великият Гетсби (на английски: The Great Gatsby) е американски филм, направен по романа на Франсис Скот Фицджералд и сценарий на Франсис Форд Копола. Премиерата му е през 1974 година. В главните роли участват Робърт Редфорд и Мия Фароу. Филмът има няколко награди, между които 2 Оскара. Интересен факт е, че Мия Фароу е бременна по време на филма и затова винаги носи свободно падащи дрехи.